# Matjaž Tanko
Matjaž Tanko, slovenski novinar in televizijski voditelj, * 28. november 1945, Pivka, Slovenija, † 9. marec 2013, Ljubljana, Slovenija.

## Življenje
Matjaž Tanko je na televizijo prišel kot študent novinarstva, prvo vest pa posnel leta 1971 za RTV Ljubljana, kjer je kasneje postal tudi turnusni urednik. Leta 1972 je prvič iz Beograda poročal o delavskih brigadah, od takrat pa je bil vseskozi prisoten v informativnih oddajah. Najbolj znan je postal po vodenju TV Dnevnika na nacionalni televiziji (med drugim je vodil jubilejno 10.000. informativno oddajo), pozneje pa informativne oddaje 24ur na POP TV. Za poročanje s predvojnega Kosova je dobil zlati ekran.
V novembru 2012 se je zaradi hujše bolezni po 15 letih poslovil od vodenja oddaje 24ur, POP TV pa je sporočil, da bo še vedno del uredništva. Isti mesec je prejel nagrado za življenjsko delo Društva novinarjev Slovenije.
Po dolgotrajni in težki bolezni je 9. marca 2013 umrl v Ljubljani. Novinarji in voditelji 24 ur so se mu poklonili tako, da so se odeli v črnino in mu posvetili prvih 10 minut oddaje.

### Zanimivost
Tanko je nekoč v posebni izdaji oddaje Lepo je biti milijonar pravilno odgovoril na vsa vprašanja, glavni dobitek pa je šel v dobrodelne namene.